# Paul Ruto
Paul Ruto (* 3. listopadu 1960) je bývalý keňský atlet, běžec, mistr světa v běhu na 800 metrů z roku 1993.
Jeho největším úspěchem byl titul mistra světa v běhu na 800 metrů na mistrovství světa v roce 1993. Z tohoto roku pochází také jeho osobní rekord na této trati 1:43,92. Při velkých mezinárodních závodech často působil jako „vodič” (který diktoval rychlé tempo v první části běhu, aby ostatní závodníci mohli dosáhnout rychlé časy).